# Bridge Magazin
Das Bridge Magazin ist die größte deutschsprachige Fachzeitschrift zum Thema Bridge-Sport. Es ist das offizielle Nachrichtenblatt des Deutschen Bridge-Verbandes und erscheint monatlich mit einer Auflage von 21.000 Exemplaren. Chefredakteur ist Bernd Paetz.
Das Magazin enthält neben Verbands- und Sportnachrichten Fachbeiträge zu Spieltechniken und Regelkunde, Reportagen zu überregionalen, regionalen und lokalen Ereignissen sowie einen Unterhaltungsteil.
Die Erstauflage erschien 1951 als „Deutsches Bridge-Verbandsblatt“, 1996 wurde der Titel dann in „Bridge Magazin“ umgewandelt.